# Лонцкий, Элиаш Ян
Элиаш Ян Лонцкий (умер в 1685) — военный деятель Речи Посполитой, полковник, затем генерал-майор, хорунжий прусских земель.

## Биография
Представитель польского шляхетского рода «Шелига». Род Лонцких, вероятно, происходил из Королевской Пруссии. Его матерью была сестра военачальника Кшиштофа Арцишевского.
Службу в польской армии начал около 1639 года. Вероятно, некоторое время служил в голландской армии. В 1654 году командовал хоругвью в армии ВКЛ (дивизия Винцента Корвина Гонсевского).
14-17 июня 1657 года Элиаш Ян Лонцкий руководил обороной Варшавы, осажденной шведско-трансильванской армией. В том же году в бою у местечка Потелич между польскими и венгерскими отрядами погиб Иоахим Лонцкий, брат Элиаша. В 1658 году он участвовал в осаде Торуни. В 1660 году в битве с казацкими полками под Слободищем был ранен стрелой.
Владел землями на Волыни, под Гданьском и в ВКЛ.
Его ценил гетман польный коронный князь Ежи Себастьян Любомирский, под чьим командованием он сражался. В 1669 году Элиаш Лонцкий был назначен оберштером и комендантом Грудзёндза. В 1676 году он получил чин генерал-майора.
В 1671 году Элиаш Ян Лонцкий участвовал в битвах под Брацлавом и Кальником. В 1672 году он руководил обороной Львова во время осады города турецко-татарско-казацкой армией. В ноябре 1673 года Элиаш Ян Лонцкий принимал участие в Хотинской битве.
В 1674 году полковник Элиаш Лонцкий участвовал в польской военной экспедиции на Украину. В 1676 году в битве под Журавно он командовал обороной бастиона над р. Днестр. Во время венской экспедиции Элиаш Ян Лонцкий возглавлял пехотную бригаду.
Католик, но поддерживал контакты с арианином Юрием Немиричем. Его также упрекали, что в своих имениях он расселяет ариан.
Элиаш Ян Лонцкий скончался в период с 1 июня по 4 июля 1685 года.

## Семья и дети
1-я жена с 1662 года Анна Теофила Марковская. Супруги имели двух дочерей: Марианна Катарина и Аниела
2-я жена с 1680 года Катарина из Коханува Клодницкая. Брак был бездетным.